# نیل مک کنزی
نیل مک کنزی (انگلیسی: Neil MacKenzie؛ زادهٔ ۱۵ آوریل ۱۹۷۶) بازیکن فوتبال اهل بریتانیا است.
از باشگاه‌هایی که در آن بازی کرده‌است می‌توان به باشگاه فوتبال کمبریج یونایتد، باشگاه فوتبال تاموورث، باشگاه فوتبال استوک سیتی، باشگاه فوتبال اسکانتورپ یونایتد، باشگاه فوتبال سنت نئوتز تاون، باشگاه فوتبال بلکپول، باشگاه فوتبال نوتس کانتی، باشگاه فوتبال کیدرمینستر هاریرس، باشگاه فوتبال هرفورد یونایتد، باشگاه فوتبال مکلسفیلد تاون، باشگاه فوتبال پورت ویل، و باشگاه فوتبال منزفیلد تاون اشاره کرد.